# Јоахим Штрајх
Јоахим Штрајх (Висмар, 13. април 1951 — Лајпциг, 16. април 2022) био је источнонемачки фудбалер. Најбољи је стрелац свих времена фудбалске репрезентације Источне Немачке и има највише наступа. Као члан олимпијског тима Источне Немачке, освојио је бронзану медаљу на играма у Минхену 1972. године. Након играчке каријере радио је као фудбалски тренер.

## Биографија
Играо је на позицији нападача, прво у млађим категоријама за Ауфбау Висмар од 1957 до 1963. и ТСГ Висмар од 1963 до 1967. Потом је у сениорској конкуренцији наступао за Ханзу из Ростока од 1969 до 1975, и Магдебург од 1975 до 1985.
Између 1969. и 1984. године играо је укупно 102 пута за Источну Немачку, постигавши 55 голова.   Штрајх је дуго времена био у Клубу 100 све док ФИФА није променила правила према којима је одвојила олимпијске наступе од сениорских. Међутим, немачки фудбалски савез је одлучио да урачуна и његове олимпијске наступе заједно са сениорским што је забележено на службеним веб страницама савеза.
Штрајх се сматра једним од најбољих играча Источне Немачке и држи оба рекорда по броју наступа и постигнутих голова за национални тим. Као члан олимпијског тима Источне Немачке, освојио је бронзану медаљу на играма у Минхену 1972. године. Учествовао је на ФИФА Светском првенству 1974. године, а постигао је два гола на четири одигране утакмице.
Током каријере Штрајх је одиграо 378 утакмица у Оберлиги Источне Немачке за екипе Ханзе и Магдебурга, постигао је рекордних 229 голова. Четири пута је био најбољи стрелац првенства. Такође је постигао 17 голова у 42 европска меча за Росток (4/0) и Магдебург (38/17). Године 1979. и 1983. освојио је награду за фудбалера Источне Немачке. Такође је поставио рекорд у првенству са највише постигнутих голова на једној утакмици, када је постигао шест у мечу Магдебурга и Белена, резултат је био 10:2 а одигран је у августу 1977.
По завршетку играчке каријере, тренирао је неколико клубова, Магдебург, Ајнтрахт Брауншвајг и ФСВ Цвикау.

### Голови за репрезентацију
| #   | Датум               | Место                      | Противник       | Резултат | Такмичење                                 |
| --- | ------------------- | -------------------------- | --------------- | -------- | ----------------------------------------- |
| 1.  | 25. септембар 1971. | Источни Берлин             | Чехословачка    | 1:1      | Пријатељска                               |
| 2.  | 10. јул 1972.       | Дрезден                    | Финска          | 5:0      | Квалификације за Светско првенство 1974.  |
| 3.  | 10. јул 1972.       | Дрезден                    | Финска          | 5:0      | Квалификације за Светско првенство 1974.  |
| 4.  | 15. фебруар 1973.   | Богота                     | Колумбија       | 2:0      | Пријатељска                               |
| 5.  | 7. април 1973.      | Магдебург                  | Албанија        | 2:0      | Квалификације за Светско првенство 1974.  |
| 6.  | 16. мај 1973.       | Карл Маркс Штат            | Мађарска        | 2:1      | Пријатељска                               |
| 7.  | 16. мај 1973.       | Карл Маркс Штат            | Мађарска        | 2:1      | Пријатељска                               |
| 8.  | 6. јун 1973.        | Тампере                    | Финска          | 5:1      | Квалификације за Светско првенство 1974.  |
| 9.  | 6. јун 1973.        | Тампере                    | Финска          | 5:1      | Квалификације за Светско првенство 1974.  |
| 10. | 17. октобар 1973.   | Лајпциг                    | Совјетски Савез | 1:0      | Пријатељска                               |
| 11. | 3. новембар 1973    | Тирана                     | Албанија        | 4:1      | Квалификације за Светско првенство 1974.  |
| 12. | 3. новембар 1973.   | Тирана                     | Албанија        | 4:1      | Квалификације за Светско првенство 1974.  |
| 13. | 28. фебруар 1974.   | Алжир                      | Алжир           | 3:1      | Пријатељска                               |
| 14. | 13. март 1974.      | Источни Берлин             | Белгија         | 1:0      | Пријатељска                               |
| 15. | 27. март 1974.      | Дрезден                    | Чехословачка    | 1:0      | Пријатељска                               |
| 16. | 29. мај 1974.       | Лајпциг                    | Енглеска        | 1:1      | Пријатељска                               |
| 17. | 14. јун 1974.       | Хамбург                    | Аустралија      | 2:0      | Светско првенство 1974.                   |
| 18. | 3. јул 1974.        | Гелзенкирхен, West Germany | Аргентина       | 1:1      | Светско првенство 1974.                   |
| 19. | 25. јул 1975.       | Отава                      | Канада          | 7:1      | Пријатељска                               |
| 20. | 25. јул 1975.       | Отава                      | Канада          | 7:1      | Пријатељска                               |
| 21. | 10. децембар 1975.  | Лајпциг                    | Француска       | 2:1      | Квалификације за Европско првенство 1976. |
| 22. | 27. октобар 1976.   | Сливен                     | Бугарска        | 4:0      | Пријатељска                               |
| 23. | 27. октобар 1976.   | Сливен                     | Бугарска        | 4:0      | Пријатељска                               |
| 24. | 2. април 1977.      | Гзира                      | Малта           | 1:0      | Квалификације за Светско првенство 1978.  |
| 25. | 19. октобар 1977.   | Потсдам                    | Малта           | 9:0      | Квалификације за Светско првенство 1978.  |
| 26. | 19. октобар 1977.   | Потсдам                    | Малта           | 9:0      | Квалификације за Светско првенство 1978.  |
| 27. | 19. октобар 1977.   | Потсдам                    | Малта           | 9:0      | Квалификације за Светско првенство 1978.  |
| 28. | 9. фебруар 1979.    | Багдад                     | Ирак            | 1:1      | Пријатељска                               |
| 29. | 18. април 1979.     | Лајпциг                    | Пољска          | 2:1      | Квалификације за Европско првенство 1980. |
| 30. | 5. мај 1979.        | Санкт Гален                | Швајцарска      | 2:0      | Квалификације за Европско првенство 1980. |
| 31. | 6. јун 1979.        | Источни Берлин             | Румунија        | 1:0      | Пријатељска                               |
| 32. | 12. септембар 1979. | Рејкјавик                  | Исланд          | 3:0      | Квалификације за Европско првенство 1980. |
| 33. | 21. новембар 1979   | Лајпциг                    | Холандија       | 2:3      | Квалификације за Европско првенство 1980. |
| 34. | 13. фебруар 1980.   | Малага                     | Шпанија         | 1:0      | Пријатељска                               |
| 35. | 2. април 1980.      | Букурешт                   | Румунија        | 2:2      | Пријатељска                               |
| 36. | 16. април 1980.     | Лајпциг                    | Грчка           | 2:0      | Пријатељска                               |
| 37. | 8. октобар 1980.    | Праг                       | Чехословачка    | 1:0      | Пријатељска                               |
| 38. | 19. новембар 1980.  | Хале                       | Мађарска        | 2:0      | Пријатељска                               |
| 39. | 19. мај 1981.       | Зенфтенберг                | Куба            | 5:0      | Пријатељска                               |
| 40. | 10. октобар 1981.   | Лајпциг                    | Пољска          | 2:3      | Квалификације за Светско првенство 1982.  |
| 41. | 11. новембар 1981.  | Јена                       | Малта           | 5:1      | Квалификације за Светско првенство 1982.  |
| 42. | 11. новембар 1981.  | Јена                       | Малта           | 5:1      | Квалификације за Светско првенство 1982.  |
| 43. | 8. септембар 1982.  | Рејкјавик                  | Исланд          | 1:0      | Пријатељска                               |
| 44. | 10. фебруар 1983.   | Тунис                      | Тунис           | 2:0      | Пријатељска                               |
| 45. | 23. фебруар 1983.   | Дрезден                    | Грчка           | 2:1      | Пријатељска                               |
| 46. | 16. март 1983.      | Магдебург                  | Финска          | 3:1      | Пријатељска                               |
| 47. | 30. март 1983.      | Лајпциг                    | Белгија         | 1:2      | Квалификације за Европско првенство 1984. |
| 48. | 13. април 1983.     | Гера                       | Бугарска        | 3:0      | Пријатељска                               |
| 49. | 27. април 1983.     | Брисел                     | Белгија         | 1:2      | Квалификације за Европско првенство 1984. |
| 50. | 26. јул 1983.       | Лајпциг                    | Совјетски Савез | 1:3      | Пријатељска                               |
| 51. | 12. октобар 1983.   | Источни Берлин             | Швајцарска      | 3:0      | Квалификације за Европско првенство 1984. |
| 52. | 16. новембар 1983.  | Хале                       | Шкотска         | 2:1      | Квалификације за Европско првенство 1984. |
| 53. | 10. октобар 1984.   | Ауе                        | Алжир           | 5:2      | Пријатељска                               |

## Успеси

### Клуб
Магдебург
- Куп Источне Немачке: 1978, 1979, 1983.

### Репрезентација
Источна Немачка
- Олимпијске игре: бронзана медаља Минхен 1972.

### Награде
- Најбољи играч Прве лиге Источне Немачке: 1979, 1983.